# Свети Ахил (Требище)
„Свети Ахил Лариски/Преспански“ (на македонска литературна норма: „Свети Ахил“) е възрожденска църква в дебърското село Требище, Северна Македония. Църквата е метох на Бигорския манастир, част от Дебърско-Реканското архиерейско наместничество на Дебърско-Кичевската епархия на Македонската православна църква – Охридска архиепископия. Това е единственият храм в страната, посветен на Свети Ахил.

## История
Метохът в село Требище започва да се оформя около 1820 г., когато игуменът на манастира Арсений Бигорски купува няколко ниви и други имоти в селото. По-късно в 1835 г. на манастирската земя са построени някои обекти, свързани и икономиката на манастира, а в 1840 година и църквата. Заслуги за изграждането на храма имат поп Василий и селяните от Требище. В ктиторския надпис не се споменава името на Арсений, тъй като той почива в 1839 година, но се споменава и наследникът му Йоаким Бигорски, което значи, че той още не е бил избран.

## Архитектура
Църквата се отличава с добра архитектура с живописната фасада от дялан камък, импозантен купол и висока камбанария. В архитектурно отношение, църквата представлява еднокорабна сграда с широк и профилиран осмостранен купол над наоса и малка галерия в западния дял на притвора. Градена е от камък, без употрена на тухли и без керамопластична декорация. Куполът е изграден от добрре обработени каменни блокове и профилиран венец под покривните камени плочи. По своите размери, изглед и вътрешно оформление храмът е сходен със „Свети Георги“ в Райчица, „Свети Георги“ в Лазарополе, „Свети Никола“ в Тресонче, „Света Богородица“ в Гари.

## Интериор
Живописта и иконостасът са дело на видния дебърски майстор Дичо Зограф. Работата по живописта е завършена на 8 юни 1850 г., както това е отбелязано в ктиторския надписс на западния зид на наоса, във времето на епископ Мелетий Дебърски и игумена Йоаким Бигорски. Като ктитори на фреските са записани Йован Веляноски, който платил изписването на купола до евангелистите, а йеромонахът Теодосий и свещенослужителят Аврам платили изписването на фреските в подкуполните дялове и най-ниската зона на наоса.
В купола е изписан Христос Вседържител, Небесната литургия, образи на старозаветни пророци в барабана на купола и четиримата евангелисти в пандантифите. В подкуполното пространство са няколко сцени от цикъла на Големите празници, както и единични изображения на апостоли, мъченици и светите лекари. В най-долната зона на наосот, на южнната стена, са патронът на църквата Свети Ахил, придружен от няколко свети отци, а на северната са изобразени светите воини. В олтарния дял е изписана единствено проскомидията с композицията на Христовото Оплакване.
След живописта Дичо Зограф започва изработката на иконите за иконостаса, който е завършен едва в 1861 г., когато Дичо изписва певницата и го декорира. В иконостаса са вградени икони, работени в периода от 1849 до 1861 година – от 1849-1851 г. са престолните и празничните икони, а от 1861 г. – надпрестолният кръст с Разпятието Христово, Богородица и Йоан Предтеча.
Иконите в зоната на Дейсиса и апостолите са дело на зографа Антоний Йованович и вероятно са от около 1840 година.
Църквата има и богат фонд църковни книги, печатани в Киев, Москва, Белград и Цариград, както и интересно литийно знаме, изписано в 1864 г. с изображение на патрона Свети Ахил Лариски от едната страна и патрона на Бигорския манастир Свети Йоан Кръстител от другата. Знамето е правено по литийните знамена на Михаил Анагност и Димитър Самарински и най-вероятно е дело на братята Макриеви от Галичник.
За да не бъдат откраднати при зачестилите кражби на икони от църкви в Западна Македония, в 2013 година ценните икони от храма са пренесени в Бигорския манастир.